# Lajos Szűcs (1973)
Lajos Szűcs (Boedapest, 8 augustus 1973) een hongaars voetballer, die speelt als keeper op positie.

## Loopbaan
In zijn carrière speelde hij 307 wedstrijden in de Hongaarse eerste klasse en scoorde hij in totaal 5 doelpunten. Hij speelde drie wedstrijden in de Bundesliga tijdens het winnende seizoen van 1. FC Kaiserslautern van het seizoen 1997-1998.
Hij wordt alom gehaat door fans van Újpest FC omdat hij de club naar Ferencváros heeft verlaten.